# Тадеуш Гупаловський
Тадеуш Гупаловський (пол. Tadeusz Hupałowski; 25 червня 1922, Золочів — 22 грудня 1999, Варшава) — польський воєначальник і політик часів ПНР. Генерал дивізії Польської народної армії. При воєнному стані у 1981—1983 роках — член Військової ради національного порятунку. Обіймав посади у керівних органах ПОРП й уряді ПНР. Голова Вищої контрольної палати у 1983—1991 роках. Брав участь в економічних перетвореннях останніх років ПНР.

## Походження
Народився у родині українських поляків. Закінчив гуманітарний ліцей. У 1939 році брав участь у бойових діях проти німецьких військ під Нисько. Потім повернувся на батьківщину у Золочів, який потрапив у радянську зону окупації. Служив у фінансовому відомстві, працював на цегельному заводі та залізничній станції. Під час нацистської окупації був чорноробом, шофером, завскладу.
У січні 1945 року вступив у Польську народну армію (LWP). Закінчив піхотну школу, потім Академію політичних наук, Військову академію у Чехословаччині та Військову академію Генерального штабу ЗС СРСР. У 1952 році майор Гупаловський вступив в урядущу компартію ПОРП.

## В армійському командуванні
У 1958—1961 роках полковник Гупаловський представляв Військо Польське у штабній системі Організації Варшавського пакту. З 1965 року — заступник головного інспектора територіальної оборони. Брав участь у проєкті розміщення та транспортування ядерної зброї на території ПНР.
У 1968—1972 роках Гупаловський — начальник штабу Сілезького військового округу у званні генерал бригади. У 1973—1981 роках генерал дивізії Гупаловський — заступник начальника Генштабу LWP генерала Сивицького.
Політично генерал Гупаловський був противником страйкового руху 1980 року та незалежної профспілки Солідарність. 1 грудня 1980 року він отримав у Москві план військових маневрів, який передбачав масоване введення радянських військ до Польщі. Проте керівництво КПРС врахувало позицію керівництва ПОРП й утрималося від прямого військового втручання. Сам Гупаловський вважав за доцільне встановлення військового режиму силами польської армії та брав участь у підготовці конкретного плану дій.

## У політичному керівництві
Генерал Гупаловський був одним з організаторів воєнного стану, запровадженого 13 грудня 1981 року. Входив до Військової ради національного порятунку (WRON) — позаконституційного органу вищої влади на чолі з першим секретарем ЦК ПОРП, прем'єр-міністром і міністром національної оборони генералом Ярузельським. Обіймав також посаду міністра адміністрації, економіки й охорони навколишнього середовища в уряді Ярузельського. Гупаловський не належав до неформальної «Директорії», де приймалися всі основні рішення, але зараховувався до «першого ряду» WRON — поряд з генералом Тучапським, генералом Мольчиком, генералом Пйотровським, генералом Барилою. Опікувався економічною політикою воєнного режиму.
Проявлявся Гупаловський і у зовнішній політиці — займався відносинами з Лівійською джамахірією. Він відвідав Триполі та провів переговори з Каддафі. Лідер Лівійської Революції висловив повну підтримку WRON і обіцяв збільшити кількість польських фахівців у Лівії.
У 1983 році Гупаловського призначено головою Вищої контрольної палати (змінив на цій посаді Мечислава Мочара). За деякими оцінками, на чолі цього органу, який контролює економічну діяльність держструктур, Гупаловський (за погодженням з Ярузельським) сприяв зміцненню зовнішніх економічних зв'язків і підготовці до «номенклатурної приватизації».
У 1986—1990 роках Гупаловський обіймав посаду заступника голови Центральної контрольно-ревізійної комісії ПОРП. Був також керівником Товариства польсько-лівійської дружби.

## Реформи й відставка
У листопаді 1988 року Тадеуш Гупаловський брав участь у переговорах керівництва ПОРП з лідерами «Солідарності». Підтримував лінію Ярузельського та генерала Кіщака про компроміс з опозицією. Брав участь у переговорному процесі у Магдаленці та підготовці Круглого столу.
До 1991 року, вже у новій суспільно-політичній системі, Гупаловський залишався головою Вищої контрольної плати. Після відставки в політиці не брав активну участь. Перебував в Клубі генералів Війська Польського. Був одружений, мав сина та доньку.

## Смерть й оцінки
Помер Тадеуш Гупаловський у віці 77 років. Похований на цвинтарі Військові Повонзки.
Генерал Гупаловський двояко сприймається у сучасному польському суспільстві. З одного боку, він належав до військової номенклатури режиму ПОРП, входив до складу WRON, брав участь у придушенні протестів. З іншого боку, виявився одним з відомих партійно-державних функціонерів, які пішли на діалог з опозицією наприкінці 1980-х років.